# Saint-Savin (Vienne)
Saint-Savin település Franciaországban, Vienne megyében. Lakosainak száma 816 fő (2022. január 1.). Saint-Savin Antigny, La Bussière, Nalliers, Paizay-le-Sec és Saint-Germain községekkel határos.

## Népesség
A település népessége az elmúlt években az alábbi módon változott:
| Lakosok száma | 865  | 875  | 877  | 846  | 836  | 826  | 817  | 817  | 816  |
|               | 2013 | 2015 | 2016 | 2017 | 2018 | 2019 | 2020 | 2021 | 2022 |